# السعيده (بعلبك)
السعيده أو (سعيدة أو سعيدي) هي إحدى البلدات اللبنانية من قضاء بعلبك في محافظة بعلبك الهرمل.

## أصل التسمية
يذكر المؤرّخون أنّ أصل التسمية هو دار السعادة وقد نشأت في العهد الروماني بدليل وجود آثار رومانية في البلدة.
يفاخر أهل البلدة بالآثار المكتشفة في أرضها من نواويس وبقايا أبنية مندثرة.

## الموقع
تقع بلدة السعيده في قضاء بعلبك في محافظة البقاع (أو في قضاء بعلبك في محافظة بعلبك - الهرمل المستحدثة مؤخّراً بموجب القانون رقم 522 تاريخ 16 تموز 2003) عند السفح الشرقي لسلسلة جبال لبنان الغربية على ارتفاع 1,010 م عن سطح البحر. تبعد 85 كم عن بيروت و35 كم عن مركز المحافظة، وتمتدّ على مساحة 588 هكتاراً.
تحيطها بلدات بوداي ، حوش بردى، عين السوداء , كفردان ،العلاق وبيت مشيك
ويمكن الوصول إليها عبر طريق بعلبك - مجدلون - حوش بردى - عين السوداء - السعيده.
كما تقع على طريق غربي بعلبك الممتد من شمسطار إلى دير الأحمر

## السكان
يقدّر عدد السكّان المسجّلين في سجلات الأحوال الشخصية بنحو 1500 نسمة، مع الإشارة إلى أن97% من أبناء البلدة هم من المذهب الشيعي، والباقون هم مسيحيون أرثوذكس وموارنة وغير ساكنين في البلدة. ويوجد في البلدة نحو 300 منزل.
بلغ عدد الناخبين 590 ناخباً في العام 2000. ووصل عددهم في العام 2004 إلى 740 ناخباً.
وحاليا يبلغ عدد الناخبين 850

## عائلات البلدة
في البلدة عائلات:
الحاج يوسف، أمهز، أيوب، زعيتر، شريف، مشيك، المعلوف، حمود, قاسم وعواضة.
ومعظم اهالي البلدة يسكنون في العاصمة بيروت . فيكثر القاطنون صيفا ويقل شتاء
كما يقطنها النازحون السوريون بأعداد كبيرة

## السلطات المحلية
يوجد في البلدة:
- مجلس بلدي مؤلّف من 9 أعضاء.
- مختار ومجلس اختياري.

## المؤسّسات التربوية
لا يوجد مؤسسات تربوية في هذه البلدة وذلك بعد اقفال مدرستها الرسمية منذ عدة سنوات بسباب تناقص عدد طلابها وعدم اهتمام القيمين على البلدة.

## الحياة الاقتصادية
يعتمد السكان المقيمون في البلدة على الزراعة لتأمين معيشتهم، لا سيما زراعة القمح والشعير والخضار والبطاطا والبصل. وتوجد أيضاً بضعة محال تجارية صغيرة تؤمّن للأهالي المواد الغذائية والحاجيّات الأساسية. والحالة الانمائية بالبلدة ضعيفة من قبل المؤساسات الحكومية.